# Sofía Bertolotto
Sofía Bertolotto (Buenos Aires, ...) è un'attrice argentina.
Dopo aver recitato in alcune telenovelas argentine, compare nel film I diari della motocicletta, diretto da Walter Salles, nel ruolo di Ana Maria Guevara, sorella di Che Guevara.

## Filmografia
- El sodero de mi vida - serie TV (231 puntate da 60 minuti), regia di Sebastián Pivotto e Oscar Rodríguez (2001)
- La ciénaga, regia di Lucrecia Martel (2001)
- Batticuore (Máximo corazón) - telenovela (139 puntate da 50 minuti), regia di Hernán Abrahamnsohn e Gabriel de Ciancio (2002-2003)
- I diari della motocicletta (Diarios de motocicleta), regia di Walter Salles (2004)
- Luna de Avellaneda, regia di Juan José Campanella (2004)
- El refugio, regia di Gustavo Luppi (2006)
- Nena, saludame al Diego (2013)